# غراش
غراش (بالفارسية: گراش) هي مدينة تقع في إيران في قسم. يقدر عدد سكانها بـ 27,574 نسمة وترتفع عن سطح البحر 912 متر.